# The Gathering (альбом Testament)
The Gathering (с англ. — «Собрание») — восьмой студийный альбом американской трэш-метал-группы Testament, выпущенный в 1999 году.

## Об альбоме
Стилистически альбом получился тяжелее, интенсивнее и мрачнее всех предыдущих в творчестве группы. Отчасти это обусловлено составом участников — в записи приняли участие уже игравший в Testament гитарист Джеймс Мёрфи (Death, Obituary), басист Стив ДиДжорджио (также Death), играющий на безладовом басу, и Дэйв Ломбардо, известный своим участием в группе Slayer и считающийся одним из основоположников экстремальной игры на ударной установке и одним из лучших барабанщиков метала. Вокал Чака Билли местами исполнен гроулингом, а Эрик Питерсон привнёс в звучание альбома элементы блэк-метала из своего стороннего проекта Dragonlord. Билли, Питерсон и Ломбардо также заявлены в буклете как композиторы альбома. The Gathering — первый из пяти альбомов, в котором звукоинженером и звукорежиссером был Энди Снип, бывший гитарист Sabbat и продюсер многих альбомов в метале. Альбом также — первое из пяти переизданий, которые Testament сделали с Prosthetic Records.
Согласно музыкальному критику Джейсону Ханди из Allmusic, The Gathering — это «чистые, концентрированные ярость и агрессия, поэтому этот альбом такая важная веха в истории Testament.» Также он похвалил блестящие тексты Эрика Питерсона.
После релиза Testament отправились в тур Riding the Snake World Tour, чтобы продвигать альбом с «гастролирующими» лид-гитаристом Стивом Смитом (экс-Vicious Rumors) и барабанщиком Sadus Джоном Алленом. Тур закончился в 2001 году, незадолго до того, как у фронтмена Чака Билли обнаружили рак. В результате Testament не выпустят ещё один студийный альбом до 2008 года, когда был выпущен The Formation of Damnation, хотя они выпустили альбом перезаписанного материала First Strike Still Deadly в 2001 году, где принял участие и вокалист Exodus Стив Суза, исполнив песни «Alone in the Dark» и «Reign of Terror».
В интервью 2010 года Чак Билли рассказывает, как свободный поток идей между Дейвом Ломбардо и Эриком Питерсоном был «ключом и секретом» более тяжёлого звучания альбома по сравнению с предыдущими альбомами. Агрессивный вокальный подход Чака Билли и более мрачный звук дэт-метала были очевидны ранее на предыдущем альбоме, Demonic, и продолжали присутствовать на The Gathering, но именно диапазон и разнообразие, которых достиг певец на этом альбоме, вызвали наивысшее признание. В то время как песни альбома варьируются от более тяжёлого дэт-метала до более мелодичного трэш-метала, это была способность певца перейти от его отличающегося вокала к дэт-металическому гроулингу и их смешению, которая была отмечена как отличительная черта Testament.
На момент выпуска Testament не делали музыкальных видео с Low 1994 года и рассматривали возможность использования концертных кадров в качестве музыкального видео для продвижения The Gathering. Demonic, предыдущий релиз группы в 1997 году, был распространён дистрибьюторской компанией, которая обанкротилась на сумму 44 млн долларов, что привело к потере большей части розничных поставок на закрытых складах и с полок, серьёзно повредив релизу альбома.
Альбом достиг 48 строчки в хит-параде Германии.

## Список композиций
| №                   | Название                      | Автор(ы)                                             | Длительность |
| ------------------- | ----------------------------- | ---------------------------------------------------- | ------------ |
| 1.                  | «D.N.R. (Do Not Resuscitate)» | Чак Билли, Эрик Питерсон                             | 3:34         |
| 2.                  | «Down for Life»               | Чак Билли, Эрик Питерсон                             | 3:23         |
| 3.                  | «Eyes of Wrath»               | Чак Билли, Эрик Питерсон, Джеймс Мерфи               | 5:26         |
| 4.                  | «True Believer»               | Эрик Питерсон, Деррик Рамирез                        | 3:36         |
| 5.                  | «3 Days in Darkness»          | Чак Билли, Эрик Питерсон, Джеймс Мерфи               | 4:41         |
| 6.                  | «Legions of the Dead»         | Эрик Питерсон                                        | 2:37         |
| 7.                  | «Careful What You Wish For»   | Чак Билли, Дэйв Ломбардо, Эрик Питерсон, Джемс Мерфи | 3:30         |
| 8.                  | «Riding the Snake»            | Чак Билли, Эрик Питерсон                             | 4:13         |
| 9.                  | «Allegiance»                  | Чак Билли, Дэйв Ломбардо, Эрик Питерсон              | 2:37         |
| 10.                 | «Sewn Shut Eyes»              | Чак Билли, Эрик Питерсон, Джеймс Мерфи               | 4:15         |
| 11.                 | «Fall of Sipledome»           | Чак Билли, Эрик Питерсон                             | 4:48         |
| Общая длительность: | Общая длительность:           | Общая длительность:                                  | 42:40        |

| №                   | Название                               | Автор(ы)            | Длительность |
| ------------------- | -------------------------------------- | ------------------- | ------------ |
| 12.                 | «Hammer of the Gods» (инструментальн.) | Питерсон            | 3:11         |
| Общая длительность: | Общая длительность:                    | Общая длительность: | 45:51        |

«Hammer of the Gods» не была на домашнем американском переиздании, хотя песня и значится на обложке альбома. Это инструментальный бонус-трек, который поначалу был доступен только на японском переиздании; однако он был добавлен в международное переиздание Prosthetic Records 2008 года.

## Участники записи
- Чак Билли — вокал
- Джеймс Мёрфи — гитара
- Эрик Питерсон — гитара
- Стив ДиДжорджио — бас-гитара
- Дэйв Ломбардо — ударные

Производство
- Чак Билли — сопродюсер,
- Эрик Питерсон — сопродюсер, звукоинженер
- Энди Снип — звукоинженер, сведение
- Джеймс Мёрфи — звукоинженер
- Фил Арнольд — исполнительный продюсер (2008)
- Винсент Войно — звукоинженер (2008)
- Кент Матке — звукоинженер (2008)
- Дэйв Маккин — обложка альбома